# ان‌جی‌سی ۱
ان‌جی‌سی ۱(به انگلیسی: NGC 1) یک کهکشان مارپیچی در فاصله ۱۹۰ میلیون سال نوری و واقع در صورت فلکی اسب بزرگ است. حدود ۹۰٬۰۰۰ سال نوری قطر دارد که کمی کوچک‌تر از راه شیری است. و نخستین جسم از کاتالوگ عمومی جدید است.